# چارلز رابینسون
چارلز رابینسون (به انگلیسی: Charles Robinson؛ ۱۹۳۷–۱۸۷۰) یک تصویرگر کتاب پرکار بریتانیایی بود.

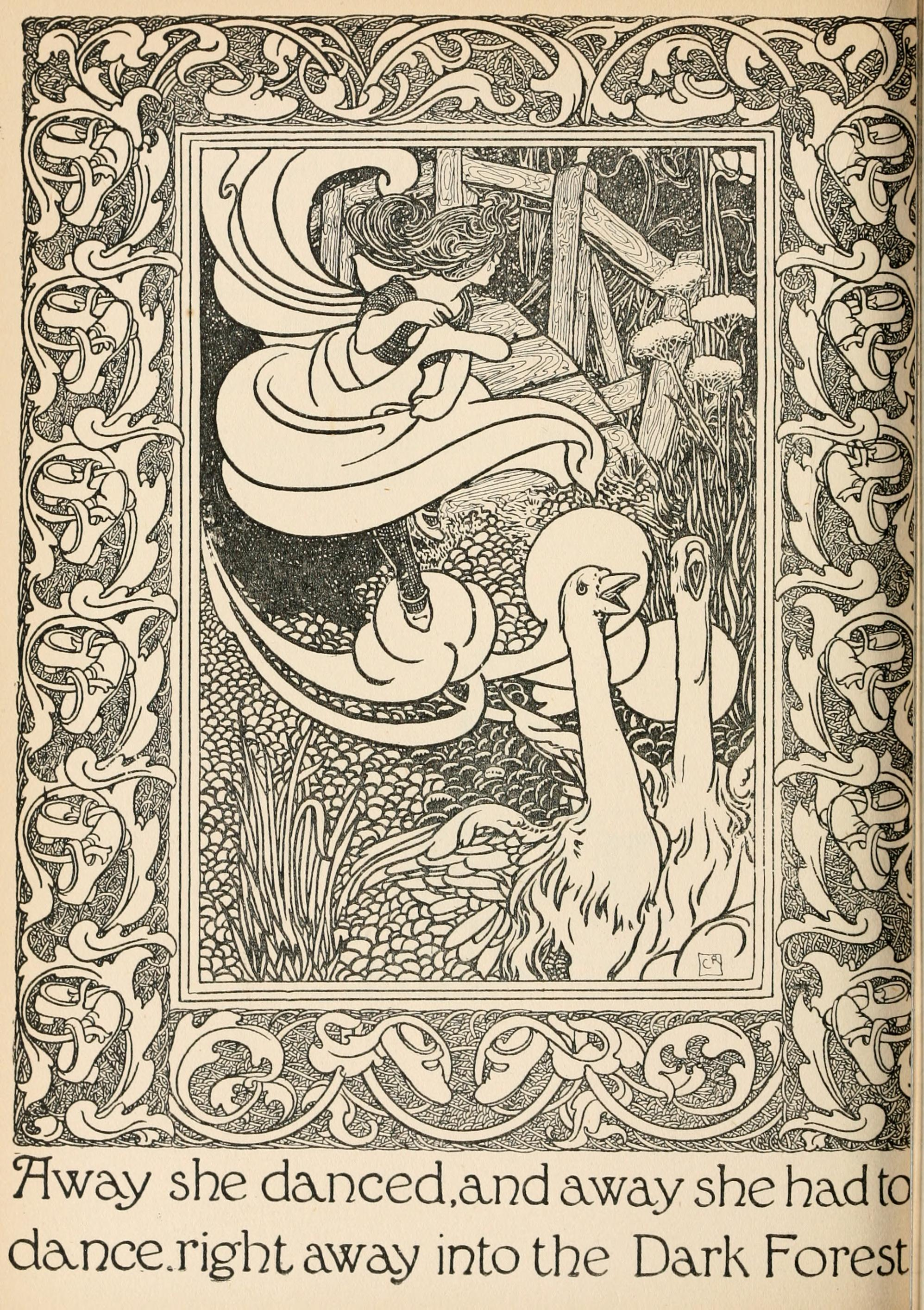
تصویر «کفش‌های قرمز»، از افسانه‌های هانس کریستین اندرسن توسط چارلز رابینسون (۱۸۹۹)

وی متولد ایزلینگتون در اکتبر ۱۸۷۰، لندن، است او فرزند تصویرگر توماس رابینسون بود، و برادرانش توماس هیت رابینسون و ویلیام هیت رابینسون نیز تصویرگر شدند. وی به عنوان یک ناشر در دوره کارآموزی مشغول به کار شد و پایه‌های درس هنر را فرا گرفت. وی در سال ۱۸۹۲ در آکادمی سلطنتی هنر مکانی را بدست آورد اما به دلیل کمبود مالی نتوانست آن را تصاحب کند.
اولین کتاب کامل که وی به تصویر کشید، «رابرت لویی استیونسن» (باغ کودک آیه‌ها (۱۸۹۵) بود. بسیار پرطرفدار بود، و بسیاری از چاپ‌ها را پشت سر می‌گذاشت و کمیسیون‌های بیشماری ایجاد می‌کرد. او در طول زندگی حرفه ای بسیاری از قصه‌ها و کتاب‌های کودکان را به تصویر کشید، از جمله سرزمین لالایی (۱۸۹۷) یوجین فیلد، (۱۸۹۷)، صدای کودکان (۱۸۹۹)، و فریدریش د لا مت فوکه همراهانش (۱۹۰۰)، ماجراهای آلیس در سرزمین عجایب. (۱۹۰۷)، قصه‌های برادران گریم (۱۹۱۰)، باغ اسرارآمیز فرانسس هاجسون برنت (۱۹۱۱) و کتاب‌هایی که توسط والتر کوپلند جرولد و خودش نوشته شده‌است.
او همچنین به ویژه در حرفه نقاشی فعال بود و در سال ۱۹۳۲به مؤسسه سلطنتی نقاشان دعوت شد.
رابینسون در سال ۱۸۹۷ با ادیث مری فاوات در میدلزکس، انگلیس ازدواج کرد و آنها والدین چهار دختر و دو پسر بودند.

## زندگی‌نامه
چارلز رابینسون توسط لئو دو فریتاس. لندن: نسخه‌های آکادمی؛ نیویورک: سنت مارتینز پرس، ۱۹۷۶. شابک ‎۰-۸۵۶۷۰-۲۷۷-۳. شابک ‎۰−۸۵۶۷۰−۲۸۲-X شابک 0-85670-282-X (pbk.)